# Cryptobatrachus pedroruizi
Cryptobatrachus pedroruizi es una especie de anfibio anuro de la familia Hemiphractidae.

## Sinónimos
- Cryptobatrachus remotus Infante-Rivero, Rojas-Runjaic, & Barrio-Amorós, 2009 "2008"[4]

## Distribución geográfica
Esta especie es endémica de la Serranía de Perijá, sistema montañoso localizado en la frontera entre Colombia y Venezuela. Habita entre los 930 y 1 800 m.

## Etimología
Esta especie lleva el nombre en honor a Pedro Miguel Ruiz-Carranza.

## Publicación original
- Lynch, 2008 : A taxonomic revision of frogs of the genus Cryptobatrachus (Anura: Hemiphractidae). Zootaxa, n.º 1883, p. 28–68.[6]